# Pahýl (elektronika)

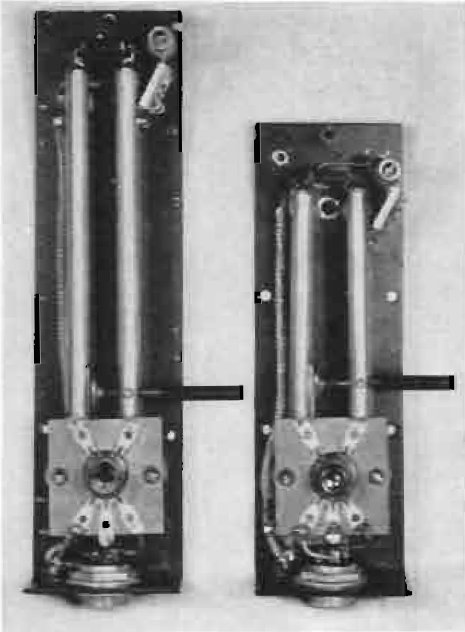
Napájecí obvody rezonančního pahýlu v přenosném elektronkovém UHF transceiveru z roku 1938. Pahýl je dlouhý přibližně 1/8 vlnové délky: (vlevo) pahýl pro 200 MHz má délku 19 cm, (vpravo) pahýl pro 300 MHz má délku 12,5 cm.

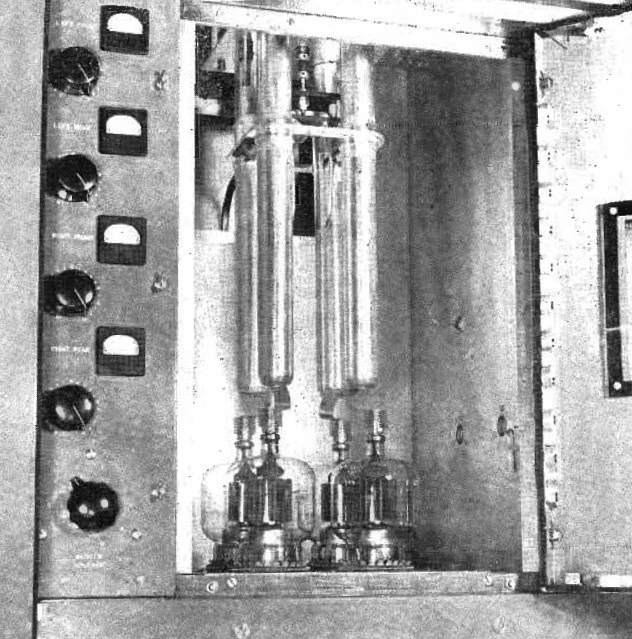
Napájecí obvod čtvrtvlnného rezonančního pahýlu rozhlasového vysílače FM o výkonu 10 kW z roku 1947.

Pahýl nebo rezonanční pahýl je přenosové vedení nebo vlnovod v mikrovlnné nebo vysokofrekvenční technice, zapojený pouze na jednom konci. Volný konec pahýlu je buď ponechán otevřený, anebo je zkratovaný (u vlnovodu vždy). Pokud zanedbáme ztráty přenosového vedení, je vstupní impedance pahýlu čistě reaktanční; buď kapacitní nebo induktivní v závislosti na elektrické délce pahýlu, a na tom, zda je otevřený nebo zkratovaný. Pahýly tedy mohou ve vysokofrekvenčních obvodech plnit úlohu kondenzátorů, cívek nebo rezonančních obvodů.
Chování pahýlů je způsobeno stojatým vlněním podél jejich délky. Jejich reaktanční vlastnosti jsou určeny poněrem jejich délky vůči vlnové délce rádiových vln. Proto jsou pahýly nejčastěji používané v UHF nebo mikrovlnných obvodech, jejichž vlnové délky jsou dostatečně malé, aby pahýly měly rozumnou délku v poměru k velikosti zařízení. Pahýly se často používají jako náhrada diskrétních kondenzátorů a cívek, protože při UHF a mikrovlnných frekvencích fungují součásky se soustředěnými parametry špatně kvůli parazitním reaktancím. Pahýly se často používají v obvodech pro impedanční přizpůsobení antén, pro frekvenční filtry, a rezonanční obvody pro elektronické oscilátory a VF zesilovače pro pásmo UHF.
Pahýly mohou být tvořeny libovolným typem přenosového vedení: může být použity symetrické dvojvodičové vedení (pahýl se v tomto případě nazývá Lecherovo vedení), koaxiální kabel, páskový obvod, vlnovod nebo dielektrický vlnovod. Obvody s pahýly lze navrhovat pomocí Smithova diagramu, grafického nástroje, s jehož pomocí lze určit, jakou délku vedení je třeba použít pro získání požadované reaktance.

## Zkratovaný pahýl
Vstupní impedance bezztrátového zkratovaného vedení je
{\displaystyle Z_{\mathsf {sc}}~=~j\ Z_{0}\ \operatorname {tg} (\ \beta \ell \ )~}
kde
{\displaystyle \ j\ } je imaginární jednotka ({\displaystyle \ j^{2}\equiv -1\ }),
{\displaystyle \ Z_{0}\ } je charakteristická impedance vedení,
{\displaystyle \ \beta =2\pi /\lambda \ } je fázová konstanta vedení, a
{\displaystyle \ \ell \ } je fyzická délka vedení.
Podle toho, zda {\displaystyle \ \operatorname {tg} (\beta \ell )\ } je kladný nebo záporný, bude mít zkratovaný pahýl induktivní nebo kapacitní vlastnosti.
Aby pahýl fungoval jako kondenzátor C při úhlové frekvenci {\displaystyle \omega } musí mít délku:
{\displaystyle \ell ~=~{\frac {1}{\ \beta \ }}\left[\ (n+1)\ \pi \ -\ \operatorname {arctg} \left({\frac {1}{\ \omega CZ_{0}\ }}\right)\ \right]~;}
aby pahýl fungoval jako cívka L při úhlové frekvenci {\displaystyle \omega ,} musí mít délku:
{\displaystyle \ell ~=~{\frac {1}{\ \beta \ }}\left[\ n\ \pi \ +\ \operatorname {arctg} \left({\frac {\ \omega L\ }{\ Z_{0}\ }}\right)\ \right]~,}
kde n v obou rovnicích je celočíselný (včetně nuly) násobek poloviny vlnové délky, který lze přičíst k vedení bez změny impedance.

## Otevřený pahýl
Vstupní impedance bezztrátového otevřeného pahýlu je dána vzorcem
{\displaystyle Z_{\mathsf {oc}}=-j\ Z_{0}\ \operatorname {cotg} (\ \beta \ell \ )~,}
kde symboly {\displaystyle \ Z_{0},\beta ,\ell ,\omega ,\ } atd. použité v této části mají stejný význam jako v předchozí části.
Podle toho, zda {\displaystyle \operatorname {cotg} (\beta \ell )} je kladný nebo záporný, bude mít otevřený pahýl kapacitní nebo induktivní vlastnosti.
Aby otevřený pahýl fungoval jako cívka L při úhlové frekvenci {\displaystyle \omega ,} musí mít délku:
{\displaystyle \ell ~=~{\frac {1}{\ \beta \ }}\left[\ (n+1)\ \pi \ -\ \operatorname {arccotg} \left({\frac {\ \omega L\ }{Z_{0}}}\right)\ \right]~=~{\frac {1}{\ \beta \ }}\left[\ (n+1)\ \pi \ -\ \operatorname {arctg} \left({\frac {Z_{0}}{\ \omega L\ }}\right)\ \right]~;}
aby otevřený pahýl fungoval jako kondenzátor C při úhlové frekvenci {\displaystyle \omega ,} musí mít délku:
{\displaystyle \ell ~=~{\frac {1}{\ \beta \ }}\left[\ n\ \pi \ +\ \operatorname {arccotg} \left({\frac {1}{\ \omega CZ_{0}\ }}\right)\ \right]~=~{\frac {1}{\ \beta \ }}\left[\ n\ \pi \ +\ \operatorname {arctg} \left(\ \omega CZ_{0}\ \right)\ \right]~,}
kde opět n je libovolný celočíselný (včetně nuly) násobek poloviny vlnové délky, které lze vložit do segmentu.

## Rezonanční pahýl
Pahýly se často používají jako rezonanční obvody v oscilátorech a filtrech s rozloženými parametry. Otevřený pahýl délky {\displaystyle l} bude mít kapacitní impedanci při nízkých frekvencích pro {\displaystyle \beta l<\pi /2}. Nad touto frekvencí bude jeho impedance induktivní. Pro {\displaystyle \beta l=\pi /2} pahýl představuje zkrat. Kvalitativně to je stejné chování jako sériového rezonančního obvodu. Fázová konstanta bezztrátového vedení je úměrná frekvenci:
{\displaystyle \beta ={\omega  \over v}}
kde v je rychlost šíření, která pro bezztrátové vedení nezávisí na frekvenci. V takovém případě je rezonanční frekvence dána vzorcem
{\displaystyle \omega _{0}={\frac {\pi v}{2l}}}
Pahýly sice fungují jako rezonanční obvody, ale od rezonančních obvodů se soustředěnými prvky se liší tím, že mají více rezonančních frekvencí; kromě základní rezonanční frekvence {\displaystyle \omega _{0}\,}, rezonují na násobcích této frekvence: {\displaystyle n\omega _{0}.} Impedance nebude stoupat monotonně s frekvencí po rezonanci jako v laděném rezonančním obvodu s prvky se soustředěnými parametry. Bude růst až do bodu, kde {\displaystyle \beta l=\pi ,} a v tomto bodě se bude chovat jako otevřený obvod. Od tohoto bodu (který je bodem anti-rezonance) bude impedance opět kapacitní a začne klesat. Bude dále klesat až do {\displaystyle \beta l=3\pi /2\,} což opět představuje zkrat. V tomto okamžiku pahýl jako filtr selhává. Tato odezva pahýlu se s růstem frekvence opakuje, přičemž dochází ke střídání rezonance a anti-rezonance. Nejde o výhradní vlastnost pahýlů, ale všech filtrů s rozloženými parametry – existuje určitá frekvence, nad níž tyto filtry selhávají a vytvářejí více nežádoucích propustných pásem.
Podobně zkratovaný pahýl je anti-rezonátor v {\displaystyle \pi /2}, což znamená, že se chová jako paralelní rezonanční obvod, ale opět selže, když se frekvence blíží {\displaystyle 3\pi /2}, atd.

## Přizpůsobení pomocí pahýlu

V páskovém obvodu může být pahýl umístěn těsně před výstupním konektorem pro vyrovnání menšího nepřizpůsobení způsobeného výstupní zátěží zařízení nebo samotným konektorem.

Pahýly mohou impedanci zátěže přizpůsobit charakteristické impedanci přenosového vedení. Pahýl je umístěn v určité vzdálenosti od zátěže. Tato vzdálenost se volí tak, aby v tomto bodě byla rezistivní složka impedance zátěže rovna rezistivní složce charakteristické impedance působením impedančního transformátoru délky hlavního vedení. Délka pahýlu se volí tak, aby přesně rušila jalovou složku prezentované impedance. Pahýl bude kapacitní nebo induktivní podle toho, zda hlavní vedení představuje induktivní nebo kapacitní impedanci. To není totéž jako skutečná impedance zátěže, protože jalová složka impedance zátěže bude podléhat působení impedančního transformátoru a rezistivní složky. Přizpůsobovací pahýly lze vytvářet nastavitelné, takže přizpůsobení lze upravovat podle výsledků testu.
Jediným pahýlem je možné dosáhnout dokonalého přizpůsobení pouze pro jednu určitou frekvenci. Pro širokopásmové přizpůsobení může být použito několik pahýlů rozmístěných podél hlavního přenosového vedení. Výsledná struktura se podobá filtru, a pro její návrh se také používají techniky návrhu filtrů. Přizpůsobovací obvod může být navržen například jako Čebyševův filtr, který však bude optimalizován pro impedanční přizpůsobení a nikoli pro maximální přenos v propustném pásmu. Výsledná přenosová funkce obvodu má zvlnění v propustném pásmu podobné jako u běžného Čebyševova filtru, zvlnění však v žádném bodě propustného pásma nedosáhne vložené ztráty 0 dB jako u standardních filtrů.

## Radiální pahýl

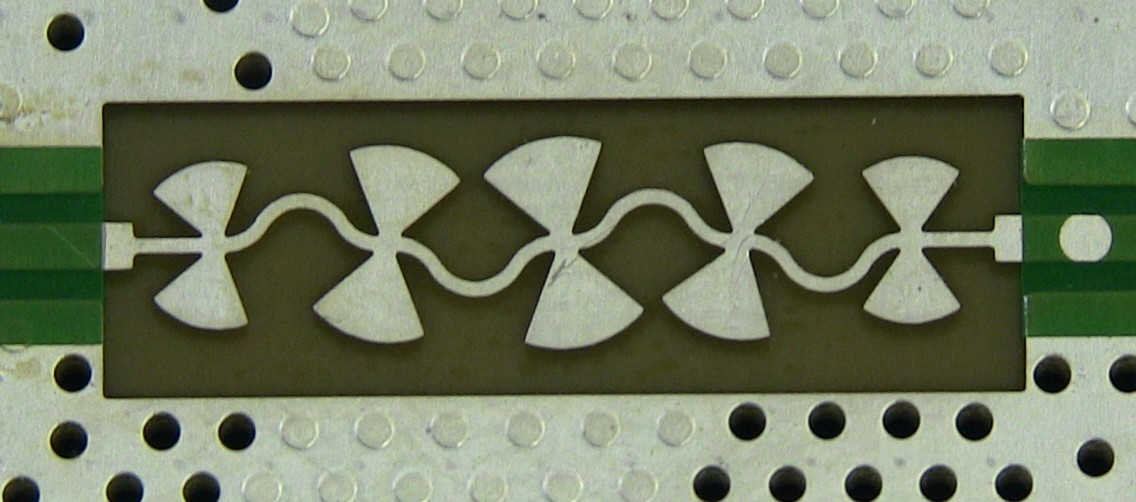
Mikropáskový filtr s motýlkovitými pahýly

Radiální pahýly jsou rovinné komponenty, které sestávají z kruhové výseče místo vedení s konstantní šířkou. Používají se u rovinného přenosového vedení, pokud je požadován pahýl s nízkou impedancí. Nízká charakteristická impedance vedení vyžaduje široké vedení. U širokého vedení není přechod pahýlu do hlavního vedení dobře definovaným bodem. Tuto potíž překonávají radiální pahýly zúžením do jednoho bodu v místě přechodu. Obvody filtrů často používají pahýly v párech připojených z obou stran k hlavnímu vedení. Dvojice takto připojených radiálních pahýlů se nazývá motýlovitý nebo motýlkovitý pahýl ( butterfly stub, resp. bowtie stub).